# Polonia Warschau

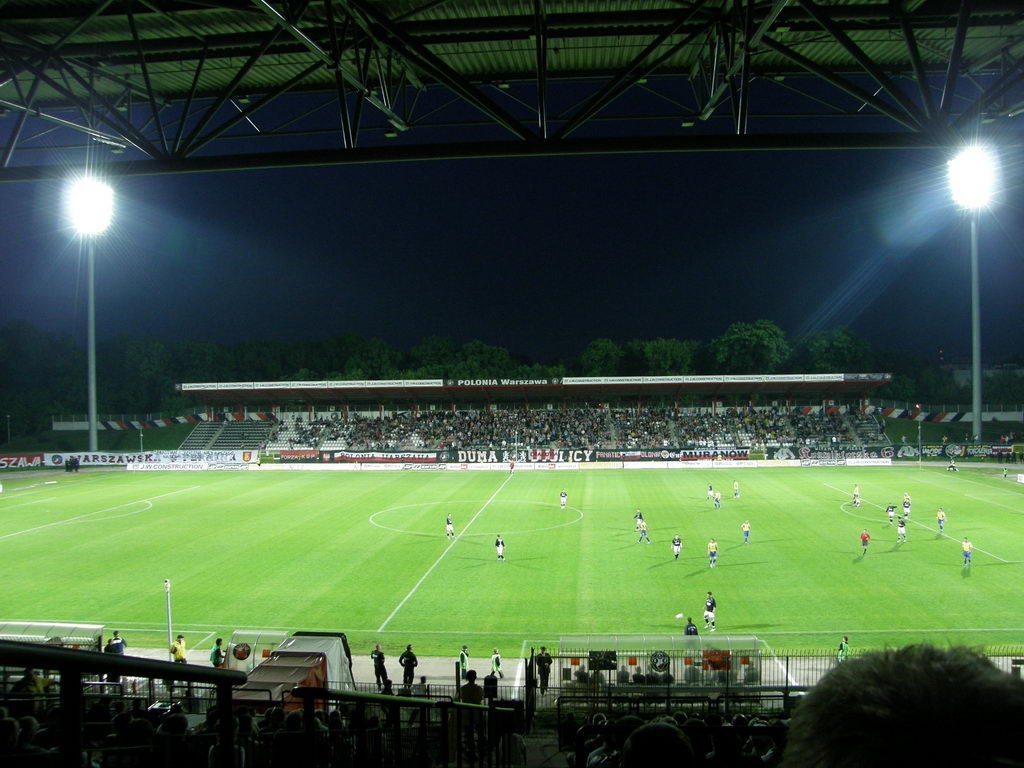
Die Haupttribüne des Polonia-Warschau-Stadions

Polonia Warschau (offiziell Polonia Warszawa Spółka Akcyjna) ist ein Sportklub aus der polnischen Hauptstadt Warschau. Er wurde 1911 gegründet. Die Farben des Vereins sind Schwarz-Weiß-Rot-Schwarz.

## Fußballabteilung

### Geschichte
Der Verein Polonia Warschau wurde 1911 im damals zu Russland gehörenden Teil Polens gegründet und ist der älteste bestehende Fußballverein der Stadt. Nach der Unabhängigkeit Polens nahm er an den polnischen Meisterschaften teil und war 1927 Gründungsmitglied der Liga, auf die die heutige Ekstraklasa zurückgeht. Die Mannschaften des Vereins spielen in schwarzen Trikots, weshalb sie den Spitznamen czarne koszule („schwarze Trikots“) tragen.
Polonia Warschau feierte 1946 als erster polnischer Fußballmeister nach dem Zweiten Weltkrieg seinen ersten großen Vereinserfolg, dem sechs Jahre später der Pokalsieg folgte. Mit der Übernahme des Vereins durch die polnische Eisenbahn wurde der Verein 1949 in Kolejarz Warszawa („Eisenbahner“) umbenannt. Seit 1955 trägt er wieder seinen früheren Namen. Mit dem Abstieg aus der 1. Liga 1952 begann eine lange Zeit zweit- und drittklassigen Fußballs, die erst 1993 endete, als der Verein wieder in die 1. Liga aufstieg. Der Einstand misslang jedoch – mit gerade einmal 4 Siegen aus 34 Spielen stieg Polonia Warschau umgehend wieder ab, ehe dem Verein zwei Jahre später der Wiederaufstieg gelang und er sich in der 1. Liga (ab 2005 Ekstraklasa) langfristig zu etablieren begann.
Auch wenn der Verein im Schatten des Ligakonkurrenten Legia Warschau steht, so konnte ausgerechnet Polonia Warschau zur Jahrtausendwende erstmals seit fast 50 Jahren wieder den ganz großen nationalen Erfolg feiern. 1998 noch knapp am ŁKS Łódź gescheitert, sicherte sich der Verein im Mai 2000 mit einem glatten 3:0-Sieg bei Legia Warschau zwei Spieltage vor Saisonende seine zweite polnische Meisterschaft. Im folgenden Jahr setzte sich Polonia Warschau im Endspiel des polnischen Pokalwettbewerbs mit 2:2 und 2:1 gegen Górnik Zabrze durch.
Auf internationaler Ebene bleiben derweil die Erfolge der Warschauer überschaubar. Nach der 1998 knapp verpassten Meisterschaft scheiterte der Verein daraufhin in der Qualifikation zum UEFA-Pokal (0:1, 0:1 gegen Dynamo Moskau). Ein Jahr später verpasste die Mannschaft die Qualifikation für den UI-Cup, als man im Halbfinale mit 1:1 und 1:5 am FC Metz scheiterte. Auch die Qualifikationsrunde zur UEFA Champions League überstand Polonia Warschau nach der Meisterschaft 2000 nicht. Zwar konnten die Warschauer in der zweiten Runde zuhause gegen Panathinaikos Athen einen 0:2-Rückstand noch ausgleichen. Im Rückspiel scheiterte die Mannschaft jedoch mit 1:2. Dadurch immerhin erstmals für den UEFA-Pokal qualifiziert, scheiterte Polonia Warschau in diesem wie im folgenden Jahr gleich in der ersten Runde. In der ersten Runde des UEFA Intertoto Cup 2003 gingen beide Spiele gegen Tobol Qostanai aus Kasachstan mit 0:3 und 1:2 verloren.
Im Mai 2006 stieg Polonia Warschau als Tabellenletzter aus der Ekstraklasa ab. Am 11. Juli 2008 fusionierte der Verein mit Groclin Dyskobolia Grodzisk und übernahm seinen Platz in der Ekstraklasa.
Nachdem der Verein im Juli 2012 nach Zahlungsschwierigkeiten an einen Investor verkauft worden war, sollte er die Saison 2012/13 in der 4. Liga beginnen, konnte den Zwangsabstieg jedoch abwenden. Nach einem sechsten Tabellenplatz in der Ekstraklasa 2012/13 und weiter fortschreitenden finanziellen Engpässen verpasste Polonia Warschau dann auch die Lizenz für die Saison 2013/14. Vom polnischen Verband wurde der Verein infolgedessen doch noch in die fünftklassige 4. Liga zurückgestuft. Dort trat statt der insolventen Aktiengesellschaft der Verein MKS Polonia Warszawa an (miejski klub sportowy, städtischer Sportklub). Zwei Jahre später wurde eine neue Aktiengesellschaft gebildet, die Polonia Warszawa S.A. Zur Saison 2023/24 konnte der Verein sportlich wieder in die zweitklassige 1. Liga aufsteigen.
Heimspielstätte von Polonia Warschau ist seit seiner Errichtung 1928 das heute rund 7.000 Zuschauer fassende General-Kazimierz-Sosnkowski-Polonia-Warschau-Stadion in der Warschauer Neustadt. Das Stadion wird momentan modernisiert und soll nach Abschluss der Umbauarbeiten 16.000 Zuschauern Platz bieten und komplett überdacht sein. An das Objekt soll auch eine 4.500 Zuschauer fassende Basketballhalle und ein überdachtes 50 m Schwimmbecken angeschlossen werden. Die Kosten des Umbaus belaufen sich auf 180.000.000 Złoty (umgerechnet etwa 41.200.000 Euro).

### Erfolge
- Polnischer Meister: 1946, 2000
- Polnischer Pokal: 1952, 2001
- Polnischer Superpokal: 2000
- Polnischer Ligapokal: 2000

### Trainer
- Stefan Majewski
- Dušan Radolský
- Jerzy Engel
- Dariusz Wdowczyk
- Waldemar Fornalik
- Jacek Zieliński
- Paweł Janas

### Spieler
- Arkadiusz Bąk
- Adam Cichon
- Marek Citko
- Bruno Coutinho Martins
- Radosław Gilewicz
- Andreu Guerao
- Filip Ivanovski
- Róbert Jež
- Tomasz Jodłowiec
- Marcin Kuś
- Radosław Majdan
- Radosław Majewski
- Adrian Mierzejewski
- Gražvydas Mikulėnas
- Radek Mynář
- Emmanuel Olisadebe
- Robertas Poškus
- Maciej Sadlok
- Daniel Sikorski
- Ebi Smolarek
- Artur Sobiech
- Władysław Szczepaniak
- Maciej Szczęsny
- Maciej Terlecki
- Łukasz Trałka
- Tomas Žvirgždauskas

### Aktueller Kader 2025/26
- Stand: 6. August 2025[4]

| Nr. |          | Position | Name                  |
| --- | -------- | -------- | --------------------- |
| 1   | Polen    | TW       | Adrian Sandach        |
| 2   | Polen    | AB       | Michał Grudniewski    |
| 3   | Kosovo   | AB       | Hajdin Salihu         |
| 4   | Polen    | AB       | Przemysław Szur       |
| 5   | Albanien | AB       | Erion Hoxhallari      |
| 7   | Spanien  | ST       | Dani Vega             |
| 8   | Polen    | MF       | Oliwier Wojciechowski |
| 9   | Polen    | ST       | Łukasz Zjawiński      |
| 10  | Polen    | MF       | Michał Bajdur         |
| 11  | Polen    | ST       | Mateusz Młyński       |
| 13  | Polen    | ST       | Antoni Grzelczak      |
| 16  | Polen    | MF       | Bartłomiej Poczobut   |
| 17  | Polen    | MF       | Robert Dadok          |

| Nr. |             | Position | Name                |
| --- | ----------- | -------- | ------------------- |
| 18  | Polen       | MF       | Bartosz Falbierski  |
| 19  | Ukraine     | MF       | Nikita Vasin        |
| 21  | Polen       | ST       | Antoni Kapusta      |
| 22  | Polen       | AB       | Paweł Olszewski     |
| 24  | Polen       | AB       | Ernest Terpiłowski  |
| 26  | Deutschland | MF       | Dave Gnaase         |
| 30  | Senegal     | AB       | Souleymane Cissé    |
| 33  | Polen       | TW       | Michał Brudnicki    |
| 44  | Polen       | MF       | Benedykt Piotrowski |
| 90  | Polen       | ST       | Kacper Śpiewak      |
| 96  | Polen       | TW       | Mateusz Kuchta      |
| 99  | Turkei      | ST       | İlkay Durmuş        |
|     | Ukraine     | AB       | Vladyslav Skrygun   |

## Basketballabteilung
Die Basketballer von Polonia spielten unter dem Namen Polonia Azbud Warschau in der Dominet Basket Liga. Aufgrund finanzieller Schwierigkeiten wurde dem Verein die Lizenz für die Saison 2011/2012 nicht erteilt.

### Erfolge
- Polnischer Meister: (1959)
- Polnischer Basketballpokal: (1970)

## Schachabteilung
Die Schachabteilung Polonia Warschaus wurde zum ersten Mal 1959 polnischer Mannschaftsmeister. Weitere Meistertitel folgten 1996 und von 1999 bis 2006 ohne Unterbrechung. 2007 wurde sie aus finanziellen Gründen ausgegliedert. Im ersten Jahr seit der Unabhängigkeit vom Mutterverein erreichte Polonia die Vizemeisterschaft in Polen, die erste Meisterschaft wurde 2009 gewonnen, unter anderem mit Michał Krasenkow, Bartłomiej Macieja, Robert Kempiński und Eduardas Rozentalis.